# HD 36430
HD 36430 è una stella bianco-azzurra nella sequenza principale di magnitudine 6,2 situata nella costellazione di Orione. Dista 1763 anni luce dal sistema solare.

## Osservazione

HD 36430 è visibile in prossimità della metà del bordo destro di questa immagine della regione a meridione della Nebulosa di Orione, sopra la brillante.

Si tratta di una stella situata nell'emisfero celeste australe, ma molto in prossimità dell'equatore celeste; ciò comporta che possa essere osservata da tutte le regioni abitate della Terra senza alcuna difficoltà e che sia invisibile soltanto molto oltre il circolo polare artico. Nell'emisfero sud invece appare circumpolare solo nelle aree più interne del continente antartico. Essendo di magnitudine pari a 6,2, non è osservabile ad occhio nudo; per poterla scorgere è sufficiente comunque anche un binocolo di piccole dimensioni, a patto di avere a disposizione un cielo buio.
Il periodo migliore per la sua osservazione nel cielo serale ricade nei mesi compresi fra fine ottobre e aprile; da entrambi gli emisferi il periodo di visibilità rimane indicativamente lo stesso, grazie alla posizione della stella non lontana dall'equatore celeste.

## Caratteristiche fisiche
La stella è una bianco-azzurra nella sequenza principale; possiede una magnitudine assoluta di -2,46 e la sua velocità radiale positiva indica che la stella si sta allontanando dal sistema solare.